# Maderismo

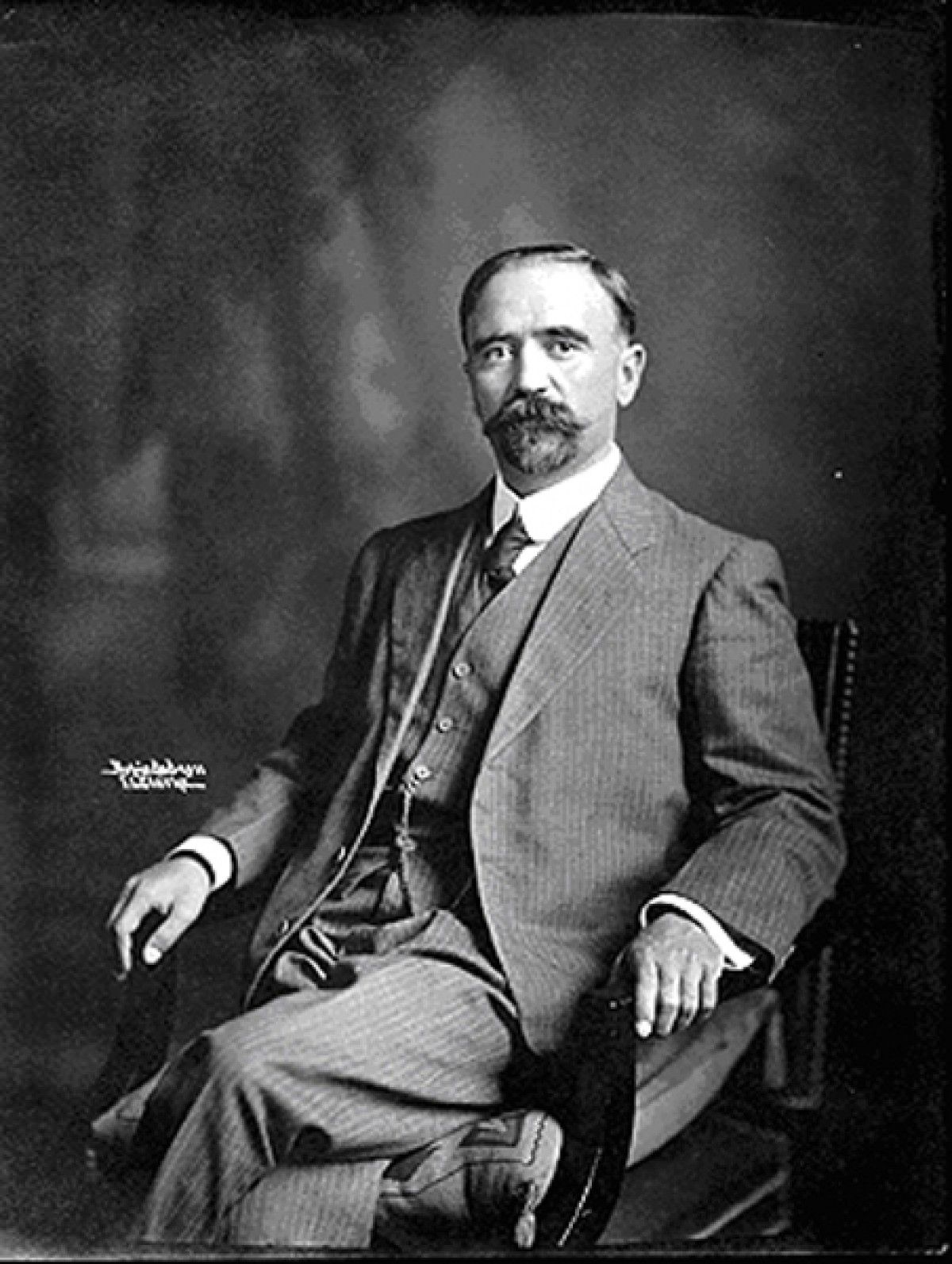
Francisco Madero.

Il Maderismo fu il primo dei movimenti politici che compongono la rivoluzione messicana. Fu ideato da Francisco Madero, da cui prende il nome, e guidato dallo stesso dal 1909 al 1911.
Il suo obiettivo principale era quello di restaurare la democrazia in Messico tramite un suffragio efficace e l'impedimento alla rielezione alla presidenza di funzionari pubblici. Madero espose le sue idee nel libro "La successione presidenziale nel 1910" (1908) che accese il vivo contrasto dell'allora classe dirigente messicana e dello stesso presidente Porfirio Díaz, che incontrò Madero, e che lo condannò nel 1910 all'esilio negli Stati Uniti d'America.
A San Antonio in Texas Madero redasse il Piano di San Luis Potosí che invitava alla rivolta generale contro il presidente Díaz secondo le idee democratiche-progressiste del Maderismo. Non a caso, la campagna per il rovesciamento di Díaz fu chiamata la rivoluzione maderista e Madero divenne nel 1911 il nuovo presidente del Messico.
Al Maderismo aderirono quasi tutti i principali leader militari e/o politici che in seguito sarebbero diventati i protagonisti della rivoluzione messicana, tra cui Pancho Villa, Venustiano Carranza e Pascual Orozco.